# Rancagua (Chili)
Rancagua is de hoofdstad van en een gemeente in de Chileense provincie Cachapoal in de regio Libertador General Bernardo O'Higgins. Rancagua telde 241.774 inwoners in 2017 en heeft een oppervlakte van 260 km².

## Sport
Rancagua is de thuishaven van voetbalclub Club Deportivo O'Higgins, dat uitkomt in de hoogste afdeling van de nationale voetbalcompetitie, de Primera División. De club speelt zijn thuiswedstrijden in het Estadio El Teniente, dat een capaciteit heeft van 14.450 toeschouwers.

## Bekende inwoners van Rancagua

### Geboren
- Germán Riesco (1854-1916), president van Chili
- Guillermo Saavedra (1903-1957), voetballer
- Arturo Gatica (1921-1996), zanger en acteur[1]
- Lucho Gatica (1928), zanger[2]
- Bryan Rabello (1994), voetballer
- Cristián Cuevas (1995), voetballer

## Galerij

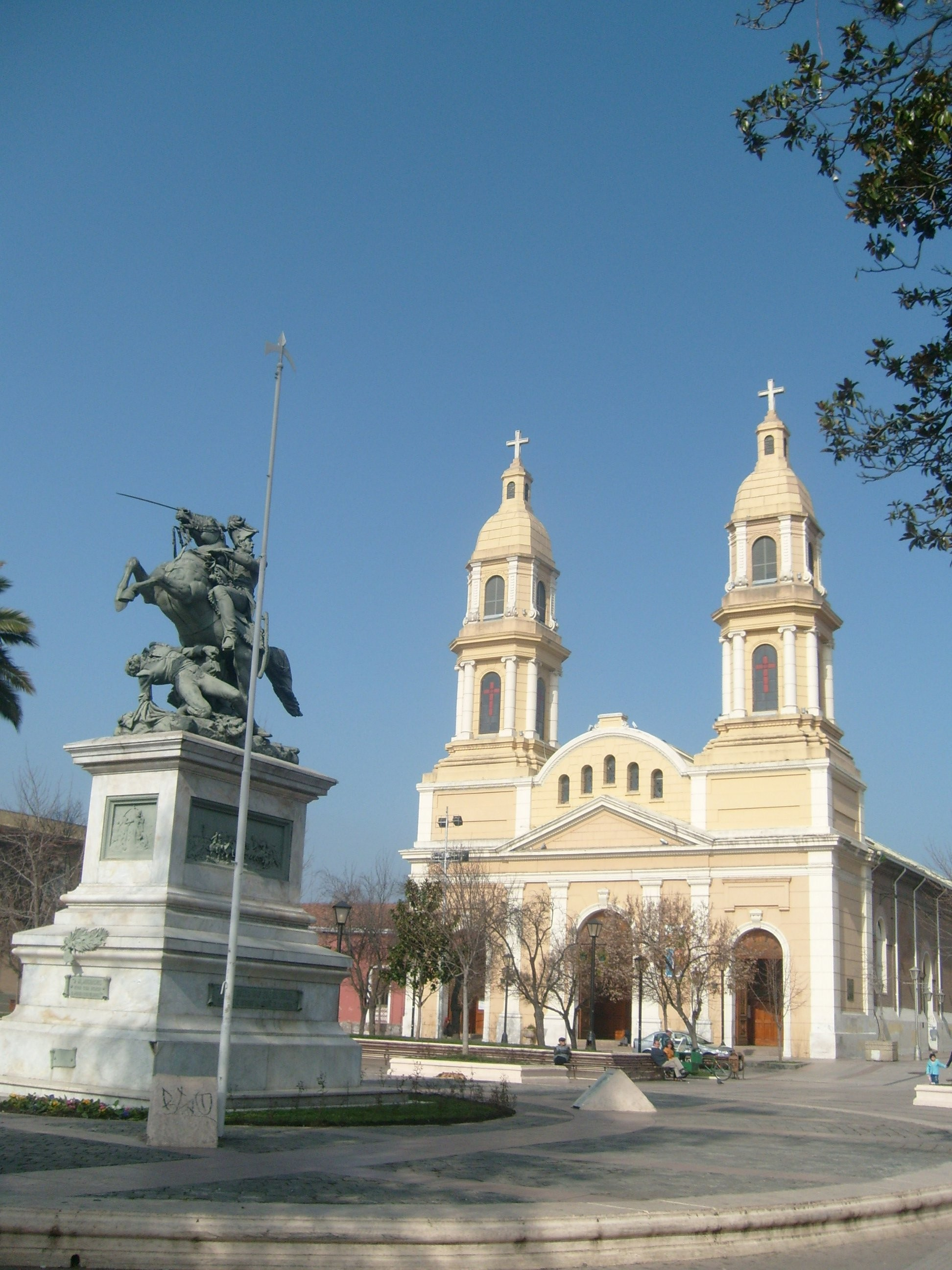
Kathedraal van Rancagua